# حسب حالی ننوشتی و شد ایامی چند
غزلی با مطلعِ «حسب حالی ننوشتیّ و شد ایّامی چند» غزل شمارهٔ ۱۸۲ از دیوانِ حافظ در تصحیحِ محمد قزوینی و قاسم غنی است.

## در اجراها
محمّدرضا شجریان در برنامهٔ شمارهٔ ۱۷۸ از مجموعهٔ گل‌های تازه این غزل را در آوازِ افشاری اجرا کرده است. نیز غلامحسین بنان در برنامهٔ شمارهٔ ۸۶ از مجموعهٔ برگ سبز این غزل را در دستگاهِ چهارگاه و در برنامهٔ شمارهٔ ۱۳۸ از مجموعهٔ گل‌های جاویدان در دستگاهِ سه‌گاه و چهارگاه اجرا کرده است.